# Влюблённые в Киев
«Влюблённые в Киев» (укр. Закохані у Київ) — альманах короткометражных фильмов о любви в современном мегаполисе.
Премьера фильма состоялась в мае 2010 года на кинофестивале в Монако (Monaco Charity Film Festival). В украинский прокат фильм вышел в феврале 2011 года.

## Сюжет
Альманах короткометражных фильмов, по аналогии с кинопроектами «Париж, я люблю тебя», «Нью-Йорк, я люблю тебя». Состоит из восьми новелл молодых украинских режиссёров. Новеллы решены в разных жанрах (драмы, триллера, комедии), но объединены одной общей идеей — любви в современном городе.

### Три слова
- Режиссёр и сценарист — Илья Власов
- В ролях:
  - Григорий Калинин — Гриша
  - Артём Семакин — Артём
  - Екатерина Шенфельд — Катя

### Потерянный в городе
- Режиссёр — Валерий Бебко
- Сценарист — Валерий Бебко, Юлия Санина
- В ролях:
  - Анатолий Помилуйко — Фёдор Васильевич
  - Анна Андреева — Даша
  - Максим Максимюк — Паша

### Туфли
- Режиссёр и сценарист — Денис Гамзинов
- В ролях:
  - Георгий Хостикоев — молодой человек
  - Юлия Емельяненко — девушка

### Кое-что
- Режиссёр и сценарист — Ольга Гибелинда
- В ролях:
  - Виталий Линецкий — Иван
  - Елена Фесуненко — Лида

### Ведьма
- Режиссёр — Артём Семакин
- Сценарист — Андрей Лукьянов
- В ролях:
  - Даша Астафьева — Лиля
  - Александр Яценко — Илья
  - Илья Исаев — Пётр

### Собачий вальс
- Режиссёр — Тарас Ткаченко
- Сценарист — Ия Мыслицкая
- В ролях:
  - Ада Роговцева — Надежда Георгиевна
  - Николай Олейник — дворник Бохонько
  - Инна Капинос

### Рука
- Режиссёр и сценарист — Олег Борщевский
- В ролях:
  - Оксана Воронина — женщина
  - Борислав Борисенко — рука

### Последняя ночь декабря
- Режиссёр и сценарист — Олег Борщевский
- В ролях:
  - Оксана Виговская — Оксана
  - Иван Дорн — Ваня

и Михаил Липский

## Награды
- Гран при в категории «Лучший фильм» XIV кинофестиваля «Бригантина» в Бердянске
- «Премия им. Николая Шустова» Одесского Международного Кинофестиваля 2011 года За Лучший Украинский Фильм[4].

## Интересные факты
- В фильме состоялось два актёрских дебюта, звезд украинского шоу-бизнеса Ивана Дорна и Даши Астафьевой[5][6].
- В рамках кинопроекта «Влюблённые в Киев» было снято ещё два короткометражных фильма, которые не вошли в альманах — это «Ящик Надежды» и «Научи меня летать».
- Авторами новеллы под названием «Потерянный в городе» выступили участники украинской музыкальной группы The Hardkiss — Валерий Бебко (режиссёр, сценарист) и Юлия Санина (сценарист).